# كارثة ملعب أرموند سيزاري
كارثة استاد أرماند سيزاري وتعرف باسم كارثة فرياني (بالفرنسية: Catastrophe de Furiani) هي حادثة وقعت في 5 مايو 1992 في ملعب أرموند سيزاري، ملعب نادي باستيا في مدينة باستيا بفرنسا، خلال مباراة كرة قدم بين نادي باستيا ونادي مرسيليا ضمن منافسات دور قبل النهائي من بطولة كأس فرنسا لكرة القدم، مما تسبب في وفاة 18 شخصاً وإصابة 2357 متفرج.
خلال تلك المباراة انهار أحد مدرجات الملعب، مما تسبب في مقتل 18 مشجعا واصابة حوالي ألفين مشجع. ذكر عمال الإغاثة يومها انهم وجدوا مشاكل كبيرة في اجلاء المصابين بسبب صعوبة الوصول إلى مكان الحادث. وفي 5 مايو 2011 وضعت عريضة على شبكة الإنترنت تطالب بأن يكون تاريخ 5 مايو من كل عام، يوماً بدون كرة قدم.

## وصلات الخارجية
- موقع خاص للكارثة نسخة محفوظة 11 يونيو 2016 على موقع واي باك مشين.